# J. Geils
J. Geils, född John Warren Geils Jr. 20 februari 1946 i New York, död 11 april 2017 i Groton, Massachusetts, var en amerikansk gitarrist, sångare och låtskrivare. Han var ledare och gitarrist i den amerikanska rockgruppen The J. Geils Band från 1960-talets slut fram till 1985. De hade då utgivit elva album och haft flera amerikanska hitsinglar. Han medverkade även i återföreningar av gruppen fram till 2010-talet. 2012 bröt han slutligt med resten av gruppen sedan han menat att de andra planerat att turnerna utan honom, men fortfarande under samma gruppnamn. Geils var under tiden då han inte var aktiv i bandet engagerad i motorsport och ägde en tid företaget KTR Motorsports.